# SpVgg 08 Schramberg
Die Spielvereinigung (SpVgg) 08 Schramberg ist ein 1908 gegründeter Fußballverein aus dem Schwarzwaldort Schramberg. Die Mannschaft hatte in den späten 1920er und den 1930er Jahren ihre größten Erfolge, als man sich in den obersten Spielklassen etablieren konnte. 1957/58 sowie 1962 bis 1965 gelang dem Verein nochmals der Sprung in den überregionalen Fußball, als Schramberg 08 der 1. Amateurliga angehörte. Seither spielen die Schwarz-Gelben auf Bezirks- und Landesligaebene.

## Geschichte
Die ersten Vereine in Schramberg bildeten sich ab etwa 1905, bestanden aber nur kurze Zeit. Im Frühjahr 1908 wurde der Fußballclub Schramberg gegründet, der im September 1908 sein erstes Spiel in Offenburg austrug. Noch im selben Jahr entstand mit dem VfB Schramberg ein zweiter örtlicher Verein, der sich 1909 in FC Phönix umbenannt hat. 1910 schlossen sich die beiden Vereine zusammen. Nachdem sich der Fußballclub Ende 1911 wegen Geldmangels auflösen musste, erfolgte am 4. Mai 1912 eine Neugründung unter dem Namen FC Viktoria Schramberg. Als Meister der C-Klasse stieg man noch vor dem Ersten Weltkrieg in die B-Klasse, die zu dieser Zeit dritte Spielstufe, auf. Während des Krieges entstand mit dem FC Phönix 1916 ein Lokalrivale neu, man schloss sich aber schon im Jahr darauf zusammen und trat nunmehr unter dem Namen Fußballvereinigung Schramberg an. Dieser Vorgang wiederholte sich in den Jahren 1921 und 1923 noch einmal: Auf die Gründung des Sportclubs 1921 Schramberg folgte zwei Jahre später, am 2. August 1923, der Zusammenschluss zur Spielvereinigung 08 Schramberg.
Nach dieser Fusion spielten die „Schwarz-Gelben“ ab 1923 in der Kreisliga Südbaden bzw. ab 1924 in der Kreisliga Schwarzwald und damit in der zweithöchsten Spielklasse. In diesen Jahren wuchs bei der Spielvereinigung mit Georg Knöpfle ein Nachwuchstalent heran, das später mit der SpVgg Fürth Deutscher Meister wurde und in die Süddeutsche Auswahl sowie 23 Mal in die deutsche Nationalmannschaft berufen wurde. Schramberg 08 gelang zur Saison 1928/29 erstmals der Aufstieg in die oberste Spielklasse, die Bezirksliga Württemberg-Baden. Dort spielte die Mannschaft aus dem Uhrenstädtchen im Schwarzwald auf Augenhöhe mit renommierten Vereinen wie dem Freiburger FC oder dem Karlsruher FV und konnte sich auf dieser Ebene vier Jahre lang halten. 1933 wurde der Fußball neu organisiert und die Gauligen als neue höchste Spielklasse eingerichtet. Die SpVgg Schramberg hatte in den Jahren zuvor stets Mittelfeldplätze belegt, der 8. Platz am Ende der Spielzeit 1932/33 reichte im Jahr des 25-jährigen Bestehens allerdings nicht für die Qualifikation zur Gauliga. Im neuen Ligensystem musste sich die Spielvereinigung nunmehr in der zweiten Spielstufe einrichten und spielte bis zur Einstellung des Spielbetriebes gegen Ende des Zweiten Weltkrieges in der Fußball-Bezirksklasse Württemberg. 1938 sowie in den Kriegsjahren standen die Schwarz-Gelben mehrmals kurz vor dem Sprung in die Gauliga, scheiterten aber jeweils in der Aufstiegsrunde.
Nach dem Ende des Zweiten Weltkrieges und der damit verbundenen Auflösung der Sportvereine nahm man den Spielbetrieb zunächst in der Fußballsportgemeinschaft Schramberg wieder auf. 1947 wurde mit dem VfL Schramberg ein örtlicher Großverein gebildet, in dem neben Fußball auch mehrere andere Sportarten betrieben wurden. Am 12. April 1950 kehrte man wieder zum alten Namen Spielvereinigung 08 Schramberg zurück. In der Nachkriegszeit spielte die Fußballmannschaft nur auf regionaler Ebene, erst Ende der 1950er Jahre gelang wieder der Sprung in höherklassige Ligen. In der Spielzeit der 1. Amateurliga Württemberg 1957/58 reichte es zunächst nur für ein Jahr im Amateur-Oberhaus, nach dem Aufstieg vier Jahre später, zur Saison 1962/63, konnten sich die Schwarz-Gelben mit Spielertrainer Manfred Wallat immerhin drei Jahre auf dieser Ebene halten.
Seit dem Abstieg aus der 1. Amateurliga 1965 spielte die erste Männermannschaft der SpVgg 08 Schramberg zwar meist in den höheren Ligen des Fußballbezirks, der Sprung in höhere Spielklassen als die Landesliga gelang aber nicht mehr.
Die letzte Meisterschaft feierten die Nullachter 2012 mit dem Aufstieg in die Landesliga Württemberg, aus der man 2014 wieder abstieg. Seit der Saison 2019/20 tritt man im Aktivenbereich in einer Spielgemeinschaft mit dem SV Sulgen an.